# Цихісдзірі
Цихісдзірі (груз. ციხისძირი) — село в Грузії.
За даними перепису населення 2014 року в селі проживає 1606 осіб.